# 松本英子 (ジャーナリスト)
松本 英子（まつもと えいこ「ゑい子」とも、結婚後は永井英子、1866年5月2日（慶応2年3月18日） - 1928年（昭和3年）3月4日）は明治期の日本の女性ジャーナリストの草分け、新聞記者。足尾銅山鉱毒事件を取材し惨状を訴えた。

## 生涯
1866年（慶応2年）、上総国望陀郡茅野村（現在の千葉県木更津市）の富農であった松本貞樹とふさの次女として誕生。キリスト教に入信し人道主義に開明した。東京師範学校女子部を卒業し、外務省翻訳官・家永豊吉と結婚し子を授かるが、この結婚生活は長く続かなかった。1898年（明治31年）には華族女学校（後の学習院女子大学）に教員として奉職し、その後東京日日新聞（後の毎日新聞）に入社した。
1901年（明治34年）11月から翌年2月にかけて、足尾銅山鉱毒事件を取材し、59回にわたるルポルタージュ記事を執筆した。政府は同年3月に鉱毒問題調査委員会を設置したが、同時に反対運動の弾圧も行い、この中で英子も警察に召喚された。一連の新聞記事の連載を終えそれを『鉱毒地の惨状』という本にまとめると、この年の秋に渡米した。
渡米後はパシフィック大学などで学び、ジャーナリストの永井元と再婚した。『在米婦人新報』などに寄稿を続けた。1928年（昭和3年）に米国で亡くなった。

## 著作
- 松本英子編『鑛毒地の慘状』教文館 1902年4月
- 永井元編『永井ゑい子詩文』1929年